# Arthur Drewry
Arthur Drewry (n. 3 martie 1891 – d. 25 martie 1961) a fost un englez, președintele FIFA între 1955 și 1961.